# Sonpur (zamindari)
Sonpur fou un estat tributari protegit del tipus zamindari al tahsil de Chhindwara i districte de Chhindwara a les Províncies Centrals, al sud-oest d'Harai, actualment a l'estat de Madhya Pradesh. La superfície era de 285 km² i tenia 61 pobles amb una població el 1881 de 10.849 habitants. El sobirà era un gond i pagava una renda anual al govern. La capital era Sonpur.